# Ariane vert-doré
Chrysuronia leucogaster
Espèce
Statut de conservation UICN

 LC  : Préoccupation mineure
Statut CITES
L'Ariane vert-doré (Chrysuronia leucogaster) est une espèce de colibris.

## Répartition
Cet oiseau est présent en Guyane française, au Guyana, au Suriname, au Venezuela et au Brésil.

## Habitats
L'espèce habite les forêts tropicales et subtropicales sèches mais aussi les forêts tropicales et subtropicales de mangroves, parfois les forêts lourdement dégradées.

Carte de répartition de l'espèce

## Sous-espèces
D'après Alan P. Peterson, 2 sous-espèces ont été décrites :
- C. leucogaster bahiae (Hartert, 1899) ;
- C. leucogaster leucogaster (Gmelin, 1788).